# NRP D. João II

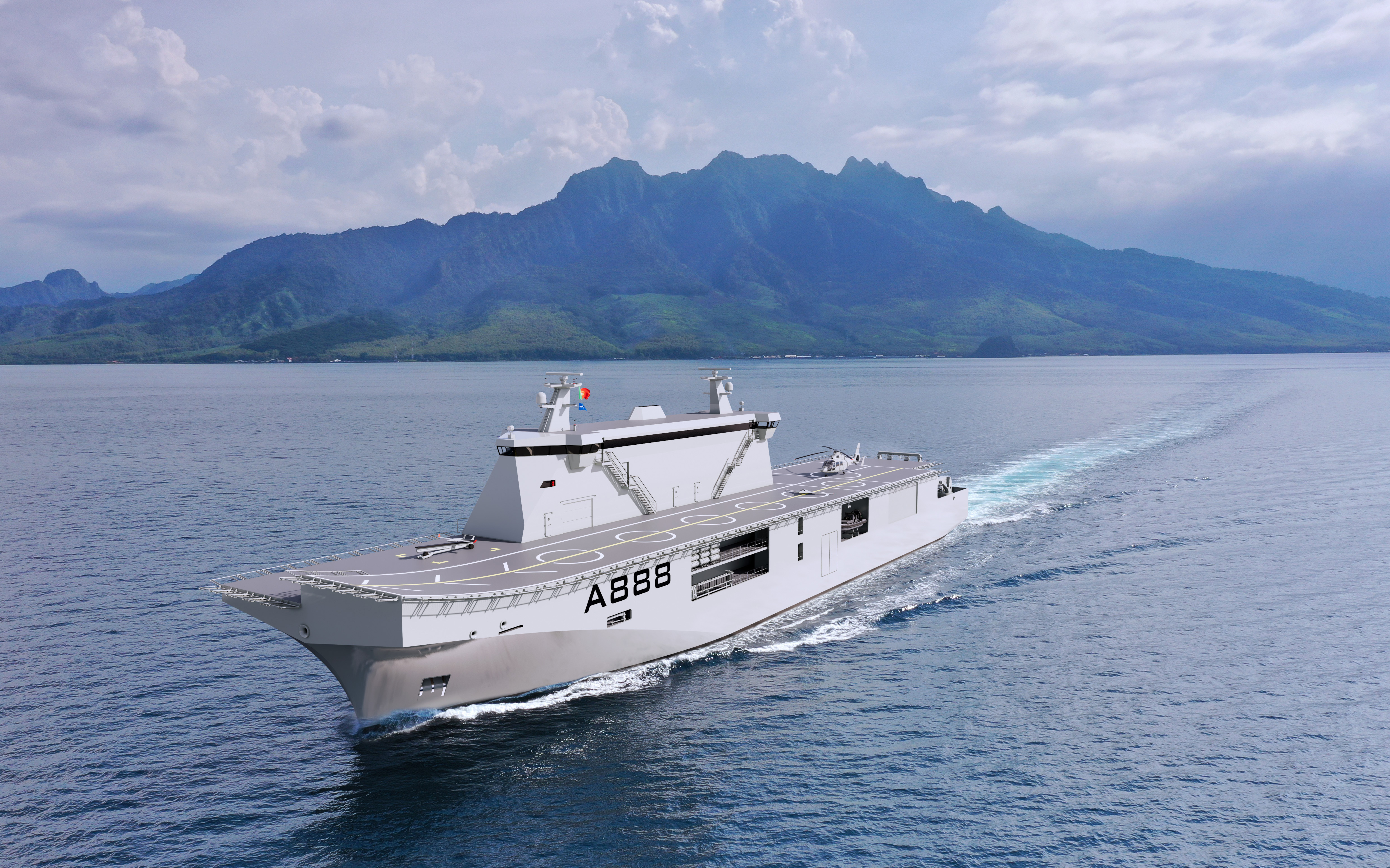

O NRP D. João II - também conhecido por Plataforma Naval Multifuncional (PNM) - é um projeto de um navio polivalente da Marinha Portuguesa, capaz de realizar operações de vigilância, investigação oceanográfica, monitorização ambiental e meteorológica assim como missões de evacuação de emergência.
O contrato para a construção deste navio, foi assinado a 24 de novembro de 2023, com o estaleiro naval Damen Shipyards, sendo esperado que este entre no serviço ativo na segunda metade de 2026.
O navio terá um comprimento de total de 107,6 metros, e funcionará como um Porta-drones aéreos, terrestres e submarinos, aumentando a sua capacidade de investigação e monitorização de oceano.
Será financiado parcialmente pelo Plano de Recuperação e Resiliência (PRR) em 94,5 milhões de euros, ao qual acrescem 37,5 milhões de euros de verbas do Estado português.

## Capacidades
- Pista para veículos aéreos não tripulados com 94 metros;
- Deck para aterragem de helicópteros pesados como os EH101 da Força Aérea Portuguesa;
- 1 hangar capaz de receber um helicóptero;
- 1 hangar/oficina para os veículos aéreos não tripulados (drones);
- Catapulta para lançamento de drones;
- Capacidade para receber 18 viaturas/ 18 contentores ou 10 lanchas;
- Hangar inferior com gruas e calhas para movimentação de contentores;
- Capacidade para transportar 4 lanchas;
- Porta lateral para a entrada de viaturas;
- Grua com capacidade de 30 toneladas na ré;
- Rampa para desembarque de embarcações;
- Hangar lateral para operar um veículo subaquático operado remotamente (ROV) com um elevador de carga;
- Zona para receber 100 pessoas/militares com alojamentos e sanitários;
- Capacidade para receber 42 cientistas;
- Em situação de emergência poderá receber mais 200 pessoas no hangar inferior;
- Laboratórios;
- Uma enfermaria Role 2 NATO;
- Alojamentos para a sua guarnição.